# Mieczysław Harley
Mieczysław Harley (ur. 9 grudnia 1915, zm. 18 stycznia 1967 w Warszawie) – polski prawnik, tłumacz, więzień sowieckich łagrów Kołymy.

## Życiorys
Syn Edwarda. Przed II wojną światową studiował prawo w Wilnie. Po wybuchu wojny znalazł się na terytorium okupowanym przez ZSRR. Za próbę przedostania się na terytorium Polski okupowanej przez Niemcy został zesłany do obozów pracy przymusowej na Kołymę. Z zesłania wydostał się do tworzonego na terytorium ZSRR ludowego Wojska Polskiego i jako oficer powrócił do Polski. Od czerwca 1945, w stopniu kapitana, był zastępcą dowódcy do spraw polityczno-wychowawczych 15 Dywizji Piechoty. Do marca 1947, w stopniu majora, był zastępcą dowódcy do spraw polityczno-wychowawczych 5 Mazurskiego Oddziału Wojsk Ochrony Pogranicza, a następnie został zastępcą szefa Zarządu Polityczno-Wychowawczego Departamentu Wojsk Ochrony Pogranicza. W Wojskach Ochrony Pogranicza dosłużył się stopnia podpułkownika. Od 1948 pracował w Ministerstwie Kultury i Sztuki, gdzie w 1952 był dyrektorem gabinetu ministra. W latach 1959–1967 był dyrektorem i sekretarzem generalnym Towarzystwa im. Fryderyka Chopina w Warszawie.
Ze związku małżeńskiego z Teresą (Pessą Taubą) z domu Weksler (1920–2005) miał dwoje dzieci: syna Edwarda (ur. 1945) i córkę Ewę (Evę) (ur. 1947).
Zmarł w Warszawie, pochowany na cmentarzu Wojskowym na Powązkach (kwatera C 2-5-10).

## Ordery i odznaczenia
- Złoty Krzyż Zasługi (11 lipca 1955)[4]
- Medal 10-lecia Polski Ludowej (19 stycznia 1955)[14]